# Barbara Czekalla
Barbara Czekalla   (Caputh, 7 de novembre de 1951) va ser una jugadora de voleibol alemanya que va competir sota bandera de la República Democràtica Alemanya.
El 1976 va prendre part en els Jocs Olímpics de Mont-real, on fou sisena en la competició de voleibol. Quatre anys més tard, als Jocs de Moscou, guanyà la medalla de plata en la competició de mateixa competició. En el seu palmarès també destaquen una medalla de bronze, el 1975, i dues de plata, el 1977 i 1979, al Campionat d'Europa de voleibol.
Pel que fa a clubs, jugà amb el SC Dynamo Berlin, amb qui guanyà la lliga de la RDA de 1972, 1973, 1974, 1975, 1978 i 1979 i la Recopa d'Europa de 1978.